# Ire législature de l'Assemblée d'Estrémadure
La Ire législature de l'Assemblée d'Estrémadure est un cycle parlementaire de l'Assemblée d'Estrémadure, d'une durée de trois ans et dix mois, ouvert le 21 mai 1983 à la suite des élections du 8 mai précédent et clos le 14 avril 1987.

## Bureau
| Poste                  | Titulaire              | Parti | Parti   | Circonscription |
| ---------------------- | ---------------------- | ----- | ------- | --------------- |
| Président              | Antonio Vázquez        |       | PSOE-Ex | Cáceres         |
| Premier vice-président | Matías Martínez-Pereda |       | PSOE-Ex | Badajoz         |
| Second vice-président  | José Manuel Mariño     |       | AP      | Cáceres         |
| Premier secrétaire     | Federico Suárez        |       | PSOE-Ex | Cáceres         |
| Second secrétaire      | Jesús Sánchez          |       | AP      | Badajoz         |

## Groupes parlementaires
| Nom | Nom                      | Début | Fin | Porte-parole        |
| --- | ------------------------ | ----- | --- | ------------------- |
|     | Groupe socialiste        | 35    | 35  | Antonio Bermejo     |
|     | Groupe populaire         | 20    | 19  | Adolfo Díaz-Ambrona |
|     | Groupe Extremadura Unida | 6     | 0   | Marcelina Elviro    |
|     | Groupe communiste        | 4     | 4   | Manuel Parejo       |
|     | Groupe mixte             | 0     | 7   | Poste tournant      |

## Commissions parlementaires
| Commission                                                        | Président            | Parti   | Parti | Circonscription |
| ----------------------------------------------------------------- | -------------------- | ------- | ----- | --------------- |
| Commissions permanentes législatives                              |                      |         |       |                 |
| Commission de l'Agriculture, de l'Élevage et de la Pêche          | Antonio Pérez        | PSOE-Ex |       | Badajoz         |
| Commission du Commerce, du Tourisme et des Transports             | Manuel Vargas        | PSOE-Ex |       | Badajoz         |
| Commission de la Coordination et de l'Organisation administrative | Luis González-Haba   | PSOE-Ex |       | Badajoz         |
| Commission de l'Économie, de l'Industrie et de l'Énergie          | María Jesús López    | PSOE-Ex |       | Cáceres         |
| Commission de l'Éducation et de la Culture                        | Antonio Vélez        | PSOE-Ex |       | Badajoz         |
| Commission du Gouvernement et de la Justice                       | Matías Ramos         | PSOE-Ex |       | Badajoz         |
| Commission des Finances et des Budgets                            | Andrés Sánchez-Ocaña | AP      |       | Cáceres         |
| Commission de la Politique sociale                                | Luis Zarallo         | PSOE-Ex |       | Badajoz         |
| Commission de la Politique territoriale                           | Francisco Hernández  | PSOE-Ex |       | Cáceres         |
| Commissions non-permanentes                                       |                      |         |       |                 |
| Commission du Blason, de l'Hymne et du Jour de l'Estrémadure      | Antonio Vélez        | PSOE-Ex |       | Badajoz         |
| Commission sur la situation de la femme en Estrémadure            | Federico Suárez      | PSOE-Ex |       | Cáceres         |
| Commissions permanentes non-législatives                          |                      |         |       |                 |
| Commission du Règlement                                           | Antonio Vázquez      | PSOE-Ex |       | Cáceres         |
| Commission du Statut des députés                                  | Antonio Bermejo      | PSOE-Ex |       | Cáceres         |
| Commission des Pétitions                                          | Antonio Vázquez      | PSOE-Ex |       | Cáceres         |
| Commission des Incompatibilités                                   | Manuel Vargas        | PSOE-Ex |       | Badajoz         |

## Gouvernement et opposition
| Candidat                            | Date                                   | Vote       |         |           |    |     | Résultat |
| Candidat                            | Date                                   | Vote       | PSOE-Ex | AP-PDP-UL | EU | PCE | Résultat |
| Juan Carlos Rodríguez Ibarra (PSOE) | 7 juin 1983 (majorité absolue requise) | Oui        | 35      |           |    | 3   | 38 / 65  |
| Juan Carlos Rodríguez Ibarra (PSOE) | 7 juin 1983 (majorité absolue requise) | Non        |         |           | 6  |     | 6 / 65   |
| Juan Carlos Rodríguez Ibarra (PSOE) | 7 juin 1983 (majorité absolue requise) | Abstention |         |           |    |     | 0 / 65   |
| Juan Carlos Rodríguez Ibarra (PSOE) | 7 juin 1983 (majorité absolue requise) | Absents    |         | 20        |    | 1   | 21 / 65  |

## Désignations

### Sénateurs
| Parti | Parti | Sénateurs désignés             | Voix        |
| ----- | ----- | ------------------------------ | ----------- |
| PSOE  |       | Antonio Bermejo Redondo        | Assentiment |
| AP    |       | Javier Sánchez Lázaro-Carrasco | Assentiment |

- Désignation : 7 septembre 1983.

| Parti | Parti | Sénateurs désignés          | Voix        |
| ----- | ----- | --------------------------- | ----------- |
| PSOE  |       | Antonio Bermejo Redondo     | Assentiment |
| AP    |       | Adolfo Díaz-Ambrona Bardají | Assentiment |

- Désignation : 10 juillet 1986.